# Fuerzas Armadas Centrales de Policía (India)
En India, las Fuerzas Armadas Centrales de Policía (CAPF) son la designación colectiva de las organizaciones policiales centrales dependientes del Ministerio del Interior. Estas fuerzas, anteriormente conocidas como Fuerzas Paramilitares Centrales, son técnicamente de naturaleza paramilitar. Desde 2011, se ha adoptado el término "Fuerzas Armadas Centrales de Policía", en sustitución del término "paramilitares." Las CAPF son responsables de la seguridad interior y la protección de las fronteras.

## Introducción
Cada fuerza de las CAPF está dirigida por un director general (DG), normalmente un oficial del Servicio de Policía de la India (IPS), con la excepción de los Fusileros de Assam, que están dirigidos por un oficial con rango de Teniente General del Ejército de la India.Las CAPF se clasifican a su vez en tres grupos:

## Estructura

### Fuerzas de guardia fronteriza
- Fusileros de Assam (en inglés: Assam Rifles).
- Fuerza de Seguridad Fronteriza (FSF).
- Policía Fronteriza Indo-Tibetana (PFIT).
- Sashastra Seema Bal (SSB).

### Fuerzas de seguridad interior
- Guardia Nacional de Seguridad (GNS).
- Fuerzas de Seguridad Interior (FSI).
- Fuerza Central de Seguridad Industrial (FCSI).
- Fuerza de Policía de Reserva Central (FPRC).

### Unidades antidisturbios
- Fuerza de Acción Rápida (FAR).

## Historia
Las CAPF se conocían anteriormente como Fuerzas Paramilitares Centrales (CPMF), también denominadas indistintamente Organizaciones Policiales Centrales (CPO), Fuerzas Paramilitares (PMF) y Fuerzas Policiales Centrales (CPF). En 2011, el Gobierno de la India publicó una circular en la que adoptaba una nomenclatura uniforme para cambiar el nombre de las fuerzas a Fuerzas Armadas Centrales de Policía dependientes del Ministerio del Interior. Inicialmente, solo cinco fuerzas -BSF, CRPF, CISF, ITBP y SSB- estaban incluidas en la nueva nomenclatura, ya que la AR estaba bajo el control operativo del Ejército indio y el personal del NSG procedía en su totalidad del Ejército indio y de otras CAPF. El cambio de nombre se hizo por motivos políticos, para mejorar la impresión internacional de la fuerza, ya que en algunos países el término paramilitar hace referencia a grupos militantes.
En la actualidad, el Ministerio incluye a las siete fuerzas en la definición de CAPF.

## Función
Las Fuerzas Armadas Centrales de Policía están organizadas con la función principal de vigilancia fronteriza para AR, BSF, ITBP, SSB; Seguridad de establecimientos sensibles por CISF, Asistencia a la Policía para hacer frente a la Ley y el Orden, Operaciones Antiterroristas, Operaciones Contra Naxal por CRPF, NSG. Aparte de su función principal, todas las CAPF participan en la asistencia a la policía en situaciones de orden público y también al ejército en operaciones antiterroristas. Las BSF, ITBP y CRPF han ayudado al ejército durante agresiones externas en el pasado. Las CAPF colaboran con el ejército y la policía indios en las distintas funciones que se les asignan.
El personal de las Fuerzas Armadas de Policía Centrales también presta servicio en diversas organizaciones importantes, como el Ala de Investigación y Análisis (RAW), el Grupo de Protección Especial (SPG), la Agencia Nacional de Investigación (NIA), la Oficina de Inteligencia (IB), la Oficina Central de Investigación (CBI), la Fuerza Nacional de Respuesta a Desastres (NDRF), la Oficina de Control de Estupefacientes (NCB), la Fuerza de Policía Armada Estatal (Jharkhand Jaguars, Policía Militar de Bihar, UP/MP STF, DRG, IRB, Policía Armada de Chattishgarh, etc.) en régimen de adscripción y han participado en misiones de adiestramiento en el extranjero. ) en comisión de servicio y tienen apego / formación en varios niveles / formaciones / cursos junto con el Ejército de la India. Su papel y rendimiento, por lo tanto, asume una gran importancia debido a las características especiales de una fuerza de emergencia que se presiona en ayuda del poder civil para realizar múltiples funciones en situaciones extremadamente difíciles.

## Organizaciones

### Fusileros de Assam (AR)
Los fusileros de Assam son una organización policial y paramilitar central responsable de la seguridad fronteriza, la contrainsurgencia y el orden público en el noreste de la India. Su función principal es vigilar los 1.643 kilómetros de frontera entre Indo-Myanmar. La AR depende del Ministerio del Interior (MHA), mientras que su control operativo lo mantiene el Ejército indio. Es la fuerza paramilitar más antigua de India.

### Fuerza de Seguridad Fronteriza
La función principal de la Fuerza de Seguridad Fronteriza es vigilar las fronteras indo-pakistaníes e indo-bangladeshíes, y está desplegada tanto en la frontera internacional como en la COL. La BSF también desempeña funciones activas en tiempos de guerra. Cuenta con 292.000 efectivos repartidos en 192 batallones. Los batallones 1, 2 y 7 de la NDRF son requisados a la BSF. También es conocida por ser la mayor fuerza dedicada a la vigilancia de fronteras del mundo.

### Fuerza Central de Seguridad Industrial (CISF)
Una de las mayores fuerzas de seguridad industrial del mundo, la Fuerza Central de Seguridad Industrial proporciona seguridad a varias empresas del sector público (PSU) y otras instalaciones de infraestructuras críticas, a los principales aeropuertos de todo el país y proporciona seguridad durante las elecciones y otras tareas de seguridad interna y protección de VVIP. Cuenta con una dotación total de unos 160.500 efectivos repartidos en 132 batallones, incluidos 12 batallones de reserva.

### Fuerza de Policía de la Reserva Central (CRPF)
La Fuerza de Policía de la Reserva Central es la mayor de las unidades de las Fuerzas Armadas Centrales de Policía, con 313.678 efectivos en 247 batallones. La Policía de la Reserva Central incluye:
- La Fuerza de Acción Rápida (RAF), una fuerza antidisturbios de 15 batallones entrenada para responder a la violencia sectaria.

- El Commando Battalion for Resolute Action (COBRA), una fuerza anti-Naxalite/COIN de 10 batallones.[11]

### Policía Fronteriza Indotibetana (ITBP)
La Policía Fronteriza Indotibetana está desplegada para tareas de vigilancia en la frontera indochina, desde el paso de Karakoram, en Ladakh, hasta el paso de Diphu, en Arunachal Pradesh, cubriendo una distancia total de 3.488 km. Cuenta con 89.432 efectivos repartidos en 56 batallones de combate, 2 DM y 4 batallones especializados.

### Guardia Nacional de Seguridad (NSG)
La Guardia de Seguridad Nacional (NSG), comúnmente conocida como Gatos Negros, es una unidad antiterrorista dependiente del Ministerio del Interior. Se fundó el 16 de octubre de 1984 en virtud de la Ley de la Guardia de Seguridad Nacional de 1986. Todo su personal procede de otras CAPF y del Ejército indio.

### Sashastra Seema Bal (SSB)
El objetivo de la Sashastra Seema Bal es vigilar las fronteras indo-nepalesa e indo-bhutanesa. Cuenta con 76.337 efectivos y 73 batallones, además de algunos batallones reservados.

## Personal
El 5 de febrero de 2019, el Tribunal Supremo de la India dictaminó que a cinco CAPF se les concedería la Mejora Financiera No Funcional (NFFU), y el estatus de Servicios Organizados del Grupo 'A' (OGAS), poniendo fin a una batalla de casi una década para la policía armada central. En la sentencia de Rohinton Fali Nariman y M. R. Shah, el tribunal dijo que a los oficiales de BSF, CRPF, SSB, ITBP y CISF se les debe conceder el NFFU y serán considerados como Servicios Centrales del Grupo Organizado A.
En julio de 2019, el Gabinete de la Unión concedió el estatus de Servicio Organizado del Grupo 'A' (OGAS) a los oficiales del cuadro ejecutivo del Grupo 'A' de cinco Fuerzas Armadas Centrales de Policía (CAPF). También extendió el beneficio de Non-Functional Financial Up-gradation(NFFU) y Non-Functional Selection Grade (NFSG) a los oficiales del cuadro ejecutivo a una tasa mejorada del 30%.

### Contratación
El reclutamiento de candidatos para las CAPF puede llevarse a cabo mediante el examen CAPF- AC de la Comisión de Servicios Públicos de la Unión, el examen CPO de la Comisión de Selección de Personal o los respectivos Cuarteles Generales de servicio en función del puesto a cubrir, los oficiales médicos de las CAPF, NSG y AR son reclutados mediante una entrevista/prueba de personalidad común por el comité de selección de oficiales médicos (MOSB) constituido por la oficina del ADG (Médico), CAPF, NSG y AR. La asignación de la fuerza al oficial en cualquiera de los exámenes anteriores se basa en el rango de mérito y la lista de preferencias.
El Ministerio del Interior y la Comisión de Selección de Personal del Gobierno de la Unión de la India permitieron que el examen de contratación de las CAPF se realizara en asamés, bengalí, gujarati, marathi, malayalam, meitei (manipuri), kannada, tamil, telugu, odia, urdu, punjabi y konkani, 13 de las 22 lenguas oficiales de la República de la India, además del hindi y el inglés.

### Oficiales
Los oficiales de las CAPF son reclutados a través del Examen de las Fuerzas Armadas Centrales de Policía (Comandantes Auxiliares) que realiza el UPSC. Son nombrados Comandantes Auxiliares y son Oficiales de la Gaceta generalmente denominados DAGOs (Directly Appointed Gazetted Officers) en la CRPF, AC (Direct Entry) en la BSF. Los DEGO (Departmental Entry Gazetted Officers) son aquellos oficiales que han sido promovidos a través de exámenes departamentales realizados internamente para Oficiales Subordinados. Son conocidos como especialistas en encuentros entre las fuerzas policiales de la India.

### Rangos alistados
Los subinspectores son contratados mediante oposiciones realizadas por la Comisión de Selección de Personal y se denominan DASO (Directly Appointed Subordinate Officers). Los DESO (Departmental Entry Subordinate Officers) son los oficiales que han sido promovidos a través de exámenes departamentales realizados internamente para agentes de policía, jefes de policía y subinspectores auxiliares.
Los alguaciles son contratados a través de un concurso realizado por la Comisión de Selección de Personal. Aparte de las modalidades anteriores, las CAPF llevan a cabo contrataciones para puestos especializados como ingenieros, médicos, etc. entre los DAGO y operadores inalámbricos, técnicos, personal de enfermería, etc. entre los oficiales subordinados y alguaciles directamente bajo su propia autoridad (MHA).

### Mujeres en las CAPF
Las mujeres no fueron reclutadas para las Fuerzas Armadas Centrales de Policía hasta 1992. Anteriormente, el papel de la mujer se limitaba a funciones de supervisión. Los Comités Parlamentarios de la India para la capacitación de la mujer recomendaron ampliar el papel de la mujer en las CAPF. El Ministerio del Interior declaró la reserva para las mujeres en la policía y, más tarde, declaró que también podían ser incorporadas como oficiales en funciones de combate en cinco CAPF. El ministro del Interior de la Unión anunció que la representación de las mujeres en la CRPF y la CISF pasaría a ser del 15%, mientras que sería del 5% en la BSF, la ITBP y la SSB. En 2016, se decidió que se reservaría a las mujeres el 33% de los puestos de policía en la CRPF y la CISF, y entre el 14% y el 15% de los puestos de policía en la BSF, la SSB y la ITBP de forma escalonada.